# GLACIER
GLACIERは沖縄県出身のヴィジュアル系ロックバンド。小学校からの幼馴染みであったマコト、仍、Akiを中心に沖縄にて活動を開始した。「琉球エンターティナー」を標榜し、2008年7月23日にシングル『南国少女』をCROWN RECORDSより発売した。

## 概要
「GLACIER」は氷河という意味である。GLACIERが沖縄にいた当初は「琉球」を意識しておらず、バンド名を決める際には、沖縄にないものを選んだ。しかし、沖縄音階を使うなど、音楽性は沖縄音楽といってもよいものであった。
上京後は、内に秘めていたウチナー魂を表に出してゆくべきではないかということになった。デビュー・シングル『南国少女』の表題曲「南国少女」の歌詞に、その思いが表れている。作詞をしたマコトは、自分たちの育ってきた環境や感情を分かりやすく伝えるために、南国の風景が目に浮かぶような歌詞を書いた。ここから、「琉球エンターティナー」のなかのポイントである「琉球クラブ・ポップス」が広がっていった。
初のアルバム『琉球カルメン80's』は、沖縄音楽らしさを出しつつも、打ち込みを多用し、歌謡曲のようなメロディをつけるという作品となった。これについて、多くの楽曲の作曲を担った仍は、自分のなかから自然に生まれたものであると述べている。「琉球クラブ・ポップス」のみならず、「南国」もアルバムのコンセプトであった。そのため、アルバムには、スペイン風の情熱的なサウンドを意識した楽曲「琉球カルメン」が収録されている。この楽曲は、アルバム制作時に最初にできあがった曲である。
2008年12月17日には、シングル『SADISTIC LOVE』を発売した。前作『琉球カルメン80's』はメジャー・レーベルであるCROWN RECORDSから作品を発売したが、本作ではインディーズ・レーベルからのリリースとなった。それまでの代表曲であった「南国少女」が沖縄での淡い恋模様を描く作品であったのに対し、「SADISTIC LOVE」はクラブ・テイストが強調され、レトロでお洒落な雰囲気が表現された曲調となった。
2008年にはバンドを見つめ直す時間を持った。その結果、GLACIERは沖縄の看板を背負いつつ、いつまでも沖縄バンドであるという精神を保持して活動を継続してゆきたいという自分たちの根源的な思いを再確認した。
ヴィジュアル系のファンは、紙媒体に対する親和性が高い。そのため、出版不況が長く続くなかでも、ヴィジュアル系アーティストの作品発売および公演開催の広報は、ヴィジュアル系を専門とする特定の音楽専門誌への露出および広告出稿を中心に宣伝戦略が練られる傾向が多年にわたり続いてきた。それらの雑誌を発行する出版社は東京に本社を設立していることが多いことから、必然的に、ヴィジュアル系の情報発信はもっぱら東京が寡占してきたといえる。しかしGLACIERは、2009年を機に、東京から発信されるヴィジュアル系専門音楽誌などへの露出を逓減させ、代わりにエフエム沖縄、沖縄ラジオ、エフエム二十一など、地元沖縄の媒体を中心に露出が増えている。2009年8月14日には沖縄県那覇市にて単独公演を開催した。また、翌日の8月15日には沖縄県与那原町の伝統行事「与那原大綱曳・第27回与那原まつり2009」の特設ステージに招聘され、ライブを行った。
2009年11月4日、GLACIERは自身のレーベルとしては初となる作品『かなさんバナ』を発売した。本作のサウンド・プロデューサーには、Valentine D.C.にてギタリストを務めていた由田直也がその任に就いた。前述した与那原まつりの特設ステージでの模様は、本作に附属するDVDに収録されている。沖縄ラジオの番組「ラブチュっぱ」にて、GLACIERのメンバーの本人出演がないままに本作『かなさんバナ』の三十分の特別番組が組まれ放送された。『かなさんバナ』のCDパッケージには「Made in Japan」ではなく「Made in Okinawa」と記載されており、この記述からも、GLACIERが従前よりもなお沖縄を意識しているであろうことが窺える。
2009年11月8日に東京都渋谷区にて開催された単独公演をもって、それまでサポート・ギタリストを務めていた幸二郎が正式メンバーとして加入した。
2010年11月25日、池袋CYBERにおけるライブをもって、ギターの幸二郎とドラムの佑生がGLACIERから脱退した。公式発表によれば、今後の活動予定については「今すぐには結論を出せない状況」であるとのこと。

## メンバー
- Vocal:マコト
- Guitar:仍（なお）
- Bass:Aki（あき）

## ディスコグラフィ

### シングル
- 琉球恋歌（2007年11月11日、EXCC-0113）
- 南国少女（2008年7月23日、CRCP-10202）
- SADISTIC LOVE（2008年12月17日、XQDT-1010）
- かなさんバナ（2009年11月4日、HMCG-10001）
- The Dancing Branches（2010年4月28日、配信限定）
- 星のしるし（2010年5月26日、配信限定）
- 愛の降る街（2010年6月30日、配信限定）
- かりゆし（2010年7月28日、配信限定）

### アルバム
- 琉球カルメン80's（2008年8月6日、CRCP-40212）

### ビデオ
- 東京かなさんバナ（モバイル限定配信）

1. 南国少女 (2010年2月24日 配信)
2. 蒼い美ら島 (2010年3月3日 配信)
3. SADISTIC LOVE (2010年3月10日 配信)
4. オリオンの手紙 (2010年3月17日 配信)
5. 菊先紅蒼 (2010年3月24日 配信)
6. うりずん日和～レイニーデイ～ (2010年3月31日 配信)
7. 琉球カルメン (2010年4月7日 配信)
8. 九月 incense (2010年4月14日 配信)
9. Rhythmic Interlude (2010年4月21日 配信)
10. Dollパレード (2010年4月28日 配信)
11. かりゆし (2010年5月12日 配信)
12. 星のしるし (2010年5月19日 配信)
13. 島唄 (2010年5月26日 配信)
14. 星砂 (2010年6月2日 配信)
15. かなさんバナ (2010年6月9日 配信)
16. でいごの花が咲く頃に (2010年6月16日 配信)
17. 太陽の国 (2010年6月23日 配信)

### 参加作品
- Shock Edge 2008（2008年10月15日、SWCD-2008）

## タイアップ
| 楽曲     | 主体                                | 時期           |
| -------- | ----------------------------------- | -------------- |
| 南国少女 | TBS『エンプラ』エンディング・テーマ | 2008年7月～9月 |